# 帕維爾·舍列梅特
帕維爾·格里戈里耶维奇·舍列梅特（羅馬化：Pavel Ryhoravich Sharamet，1971年11月28日—2016年7月20日），白俄羅斯記者，曾因揭發事件而引發白俄羅斯和俄羅斯之間的國際衝突。《紐約時報》指出「舍列梅特因其對白俄羅斯政治弊病勇敢的報導而聞名」，描述其為「盧卡申科獨裁政府一旁的一根刺」。他於1999年獲得保護記者委員會頒授国际新闻自由奖，於2002年獲得頒授歐洲安全與合作組織新聞與民主獎。
2016年7月20日，舍列梅特因汽車炸彈襲擊喪生。

## 背景資料
舍列梅特在1971年於白俄羅斯明斯克出生。從1994年開始，舍列梅特於白俄羅斯國家電視台每周新聞及分析節目《Prospekt》中擔任主播及製片人一職。但是，白俄羅斯總統亞歷山大·盧卡申科於1995年4月，即白俄羅斯公投前禁止《Prospekt》繼續播放，以增加其總統權力。
在《Prospekt》被禁播後，舍列梅特成為了《白俄罗斯实业报》（Belarusskaya Delovaya Gazeta）的總編輯。同年，他亦開始在俄羅斯公共電視公司第一頻道工作，並於1996年成為了第一頻道的明斯克分社社長。因為盧卡申科政府對白俄罗斯媒體的控制提高，所以俄羅斯電視台開始成為了白俄罗斯大眾的主要獨立媒體新聞來源。

## 過境事件
於1997年7月22日，一位第一頻道攝影師陪同他們的司機，為舍列梅特拍攝他非法越過白俄羅斯-立陶宛邊界，以顯示在兩國之間進行走私活動是何等容易。可是，盧卡申科政府在當時正進行反走私行動，並剛剛派遣士兵駐守邊界，以打擊走私活動。因此，舍列梅特和其同伴便因非法越境而被一位邊境巡邏拘留。之後，舍列梅特和當時在場的另一名員工德米特里·札瓦茲基被控非法越境、「超越他們作為新聞記者的專業權利」、和參與陰謀。
俄羅斯當局就逮捕提出了抗議，而俄罗斯总统鮑利斯·葉利欽更取消了到訪白俄羅斯之行。於1998年1月18日，舍列梅特和札瓦茲基分別被判處兩年及18個月有期徒刑。但獲判緩刑和$15美元的“象徵性”罰款。

## 後期記者生涯
於1997年11月，舍列梅特是親民主宣言《第97號憲章》的簽署人之一，而《第97號憲章》的目的為「制止盧卡申科政府侵犯基本人權和自由」。舍列梅特還擔任了此項運動的發言人。
於1999年，舍列梅特與俄羅斯第一夫人奈娜·叶利钦娜進行了一次罕見的電視採訪，但當時的第一頻道卻是被葉利欽的盟友鮑里斯·別列佐夫斯基所控制。因此，《紐約時報》把這次訪問描述為“放縱的”。
於2000年7月7日，舍列梅特原本計劃與其伙伴札瓦茲基於明斯克機場會面，但他卻離奇失蹤。因此，舍列梅特控告白俄羅斯當局因札瓦茲基的持不同政見新聞而強迫其失踪。隨後，他轉而指控前白俄羅斯總檢察長奧列格。

## 遇刺
2016年7月20日，舍列梅特於基輔舍甫琴科區因一場爆炸而喪生，消息指爆炸的是一枚汽车炸弹，總檢察長尤里·盧岑科指此事件為一場謀殺。當時舍列梅特在一輛速霸陸XV内，該座駕屬於其同居妻子，前烏克蘭真理報主編Olena Prytula，普里圖拉當時不在車上。俄羅斯獨立媒體新报表示兩人曾向友人告知他們正在被監視。事件發生不久後，烏克蘭內政部的一名官員表示不能排除俄羅斯特工部門參與此次犯罪的可能。
舍列梅特于2016年7月23日在明斯克下葬。而在葬禮的前一天，舍列梅特的朋友、同事和一些議員與政府官員在基輔為他舉行了一場遊行，參加者包括時任總統彼得羅·波羅申科。
An independent investigation by the Organized_Crime_and_Corruption_Reporting_Project published as an online documentary revealed severe shortcomings in the official investigation and has implicated the involvement of the 烏克蘭國家安全局。

## 獎項及榮譽
於1995年，白俄羅斯笔会頒予舍列梅特阿達莫維奇獎，並把他稱為「白俄羅斯最好的電視記者」。
於1998年11月，舍列梅特獲保護記者委員會頒發国际新闻自由奖。但因當時舍列梅特仍被拘留而無法出席11月的頒獎典禮，所以保護記者委員會把舍列梅特的頒獎典禮押後至同年12月8日。
於2002年4月22日，歐洲安全與合作組織議會宣佈舍列梅特與奧地利電視台記者弗里德里希·柯特成為了2002年新聞與民主獎的得主。頒獎典禮中，二人平分了$20,000美元獎金。